# Гласгютте
Гласгютте (нім. Glashütte) — місто в Німеччині, у федеральній землі Саксонія. Входить до складу району Саксонська Швейцарія — Східні Рудні Гори. Розташоване за 20 кілометрів на південь від Дрездена в долині річки Мьогліц у місці де вона приймає лівий приток Прісніц.
Площа — 95,57 км2. Населення становить 6730 ос. (станом на 31 грудня 2020). Офіційний код міста — 14 2 90 150.